# Gustave De Bruyn
Pour les articles homonymes, voir De Bruyn.
Antoine Gustave De Bruyn, dit Gustave, (9 décembre 1838 à Louvain en Belgique - 11 août 1916 à Lille en France) est le fondateur de la Faïencerie de Fives, faubourg industriel de Lille.

## Biographie

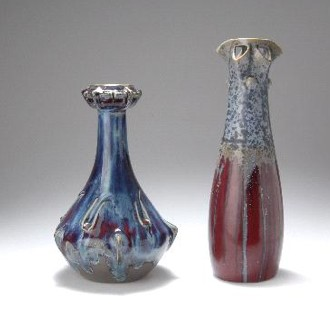
Paire de vases en grès, manufacture Fives Lille, Gustave de Bruyn, vers 1910.

C'est le troisième des quatre enfants de Dionysius De Bruyn dit Denis et de Marie Anne Tielens. Gustave est né à Louvain, en Belgique ainsi que ses trois frères : Émile Martin né le 10 juillet 1831 ; Jean Antoine Norbert né le 27 janvier 1834 ; Guillaume Eugène né le 16 juin 1841 et décédé à Lille le 3 décembre 1905. Ils sont tous potiers et faïenciers, profession transmise par leur père Denis et leur grand-père Martin lui-même potier.
Gustave De Bruyn épouse, à Gand en Belgique, le 3 octobre 1860, Marie Weber, avec laquelle il aura 12 enfants :
- Séraphin Gustave Marie, né vers 1861 à Oostakker Belgique ;
- Émilie Marie, née à Lille-Wazemmes, 20 rue Juliers, le 19 mars 1863 ;
- Alphonse Denis, né à Fives-Lille, 18 rue Malakoff, le 11 août 1864 ;
- Emile, né à Fives-Lille 46, rue Malakoff, le 15 juin 1866 ;
- Adrien, né à Fives-Lille, 46 rue Malakoff, le 18 février 1868 ;
- Hélène Marie, née à Fives-Lille, 22 rue de l'Espérance, le 14 mars 1870 ;
- Hélène Marie, née à Fives-Lille, 22 rue de l'Espérance, le 14 mars 1870 ;
- Julienne Amanda (dite Valentine), née à Fives-Lille, 22 rue de l'Espérance, le 25 avril 1871 ;
- Jeanne Amélie Marie, née à Fives-Lille, 22 rue de l'Espérance, le 13 août 1872 ;
- Guillaume, né à Fives-Lille, 22 rue de l'Espérance, le 10 novembre 1874 ;
- Lydie Eléonore Marie, née à Fives-Lille, 22 rue de l'Espérance, le 24 mai 1876 ;
- Séraphin Gustave Adrien, né à Fives-Lille, 22 rue de l'Espérance, le 15 janvier 1883.

Quatre des enfants de Gustave De Bruyn s'impliquent dans le fonctionnement de la faïencerie à différents postes. Émilie sera caissière-comptable, Émile chimiste, Adrien manufacturier et Gustave fils s'occupera de la production des faïences.
Il s'établit d'abord à Wazemmes dans le quartier dit la Petite Belgique, 20 rue Juliers, vers 1862, et déménage ensuite, en 1864, à Fives-Lille, au no 2 et 57 rue Malakoff, pour exercer son activité de potier et faïencier. Gustave De Bruyn fait construire une usine à l'angle de la rue du Maréchal-Mortier (au no 15) et de la rue Sainte-Aldegonde à Fives Lille.
En 1870, il s'installe 22 rue de l'Espérance, rue qui jouxte l'usine.
Gustave De Bruyn dépose un brevet d'invention le 2 janvier 1885. C'est un procédé de vernissage hygiénique de la poterie et à ce sujet, il déclare : « la supériorité de ce vernis est irrécusable parce qu'il ne renferme aucun mélange d'oxyde de plomb. Tous ceux en usage à ce jour en contiennent de 50 à 75 %. »
En 1885, il fabrique aussi des briques vernissées et des carreaux de céramique. Vers 1886, il met en place la réalisation de faïences décoratives, ce qui permet à la fabrique d'avoir un essor important.
Gustave De Bruyn participe à l'Exposition universelle de Paris de 1889 et reçoit une médaille d'argent pour ses faïences fines et poteries culinaires.
C'est en 1889 que Gustave De Bruyn reprend la fabrique Clerc et Taupin qui réalise des grès décoratifs vernis au sel. Celle-ci se situait à Allonne  dans l'Oise, sur la route nationale vers Paris, près de Beauvais. L'usine possède des ateliers de fabrication, des aires de matière première et un logement. Gustave De Bruyn installe dans l'usine un bâtiment pour le lavage des terres et surélève un hangar pour un nouvel atelier à l'étage. C'est en 1891 qu'il construit un four et en 1899 un céramiste beauvaisien, Paul Gréber achète l'usine.
Un nouveau potier s'intègre à la famille, en effet Gustave De Bruyn marie à Lille, le 8 octobre 1891, sa fille Julienne Amanda dite Valentine à Louis Marie Alfred Van Overstraeten. Celui-ci possède avec son père la fabrique de carreaux de grès Léon De Smet et Cie au faubourg de Canteleu.
Gustave De Bruyn achète, en 1902, la ferme Stien au 54 rue de Lannoy à Fives et la surface de l'usine représente maintenant 13 793 m2.
Émile, Adrien et Séraphin Adrien dit Gustave ont pris la suite de leur père au décès de celui-ci à Lille le 11 août 1916.
Adrien nomme dans son testament comme héritier son frère Séraphin Adrien dit Gustave. Il décède à Lille le 18 juin 1944. Ils ne sont plus que deux frères (Émile et Séraphin Adrien dit Gustave) pour diriger l'usine de faïence, alors qu'Émile a maintenant 78 ans.

## Détail de la production
- Faïence fine, majolique, barbotine. Poterie culinaire.
- Faïence artistique blanche ou colorée, décorations multiples, genres nombreux ; garnitures métalliques
- Vases, cache pots, jardinières, coupes, urnes, colonnes, socles, appliques, porte-parapluies.
- Services de fantaisie pour fumeur, fruits, dessert, asperges, artichauts, huîtres, escargots.
- Faïence japonaise nouvelle ; fleurs relief, creux, grenité ; genre hongrois, anglais, belge, suisse.
- Poterie allant au feu à émail hygiénique sans oxyde de plomb, breveté S.G.D.G. et faïence culinaire.
- Grès fins japonais, grès pour conserves, essences, et liquides corrosifs.
- Articles pour chimistes, distillateurs, liquoristes, photographes, pharmacien.
- Photographie sur porcelaine, reproduction de portraits sur vases, coupes, tasses.
- Objets de tous styles pour décoration de meubles, bâtiments, appartements, vestibules, vérandas et jardins : sièges, frises, panneaux, cabochons, consoles, briques de façade colorées, carreaux de revêtements, plinthes, cimaises, baguettes, moulures, caissons, balustres, chapiteaux, socles.
- Appareils sanitaires, vasques[7].
- Pots à tabac, pots à épices, pots à thé, pichets, tirelires, bonbonnières, bouquetières.
- Garnitures de cheminée, pendules et vases, suspensions pour plantes.

Les produits qui sortent de l'usine sont presque tous reconnaissables à l'ancre de marine entrelacée d'un D et B au dos de chaque pièce ; un numéro peut compléter cette reconnaissance pour identifier les différentes séries des faïences de la production. Il existe un catalogue très détaillé répertoriant toutes les pièces commercialisées par Gustave De Bruyn.
Dans l'ouvrage Poteries et faïences françaises d'Adrien Lesur et Tardy, à la rubrique Lille on peut lire : « En 1922 la société G. De Bruyn et fils, 22 rue de l'Espérance, déposait la marque de poterie Vrai plat de Lille, G. De Bruyn et fils… ».

## Musée
Fontaine réalisée pour un concours à la fin du XIXe siècle, pour commémorer la libération des Pays-Bas par Guillaume de Nassau. La maquette a été exécutée en poterie par le sculpteur belge Franz Lucas, pour la maison De Bruyn de Fives. Cette maquette offerte au Musée industriel et commercial de Lille, rue du Lombard, se trouve désormais après la fermeture de celui-ci dans les fonds du Musée d'histoire naturelle de Lille rue de Bruxelles. Sur une place d'Amsterdam on peut trouver le modèle définitif.

## Visite de la faïencerie
Le 15 mars 1894, la Société de Géographie inaugurait : la série de ses excursions annuelles par une visite à l'établissement de Messieurs De Bruyn, fabricants de faïence artistique, à Fives. Soixante-huit personnes, dont un grand nombre de dames, qui ne s'étaient pas laissées rebuter par les fatigues d'un aussi long voyage, avaient répondu à l'appel des organisateurs.

## Vente de l'usine
1950, cession du fonds de commerce et de l'usine :
- à la SARL Faïencerie artistique et Poterie culinaire de Fives-Lille[11] ;
- aux Etablissements Jules Boucherie et Cie 6 200 m2[12] ;
- à Jean Marie Delecourt, industriel 7 593 m2[13].

La production continue avec une vingtaine d'ouvriers et l'arrêt d'activité de la faïencerie de Fives-Lille est définitive le 18 avril 1962. L'achat des terrains par la ville de Lille devient définitif le 11 février 1966 et la ville décide d'implanter un CES. La démolition de l'usine intervient en 1969 et la dernière cheminée tombe le 13 mars 1970.

## Expositions de faïences de Fives
- Salle de la Mairie de quartier de Fives le 25, 26 et 27 avril 1998[15]
- Salle du Conclave du palais Rihour de Lille le samedi 16 - dimanche 17 et jusqu'au 30 septembre 2000[16]
- Salle des Fêtes de Fives le 5, 6 et 7 novembre 2010[17]
- Salle des Fêtes de Fives le samedi 15 et dimanche 16 septembre 2012 pour les journées du patrimoine et jusqu'au 23 septembre 2012 [18]